# Northrop Grumman Guardian
Northrop Grumman Guardian är ett missilmotmedel tillverkat för civila flygplan av amerikanska Northrop Grumman.  Test av systemet började år 2006. Systemet är gjort för att motverka specifikt axelavfyrade luftvärnsmissiler med hjälp av infraröda motmedel. Systemet är inte godkänt av amerikanska FAA och får därför inte lov att användas utanför testning.  
FedEx var under en period intresserade av att använda systemet på framtida A321-200 efter att ett DHL-flygplan 2003 träffades av en missil över Baghdad. Israeliska flygbolaget El Al har även visat intresse för att använda systemet på sina passagerarplan.
Northrop Grumman har valt att använda militära komponenter i systemet, såsom AN/AAQ-24 och AN/ARR-54. När systemet upptäcker en missil använder det infraröd laser som stör sökfunktionen på missilen, vilket gör att den inte når sitt mål. Systemet är kanotformat och  kan på mindre än 10 minuter monteras eller demonteras från flygplan.